# Jarrod Washburn
Jarrod Michael Washburn, né le 13 août 1974 à La Crosse (Wisconsin), est un ancien joueur américain de baseball ayant évolué au poste de lanceur partant gaucher dans la Ligue majeure de baseball de 1998 à 2009. Il a remporté la Série mondiale 2002 avec les Angels d'Anaheim.

## Carrière
Jarrod Washburn joue au baseball pour son université, l'University of Wisconsin-Oshkosh à Oshkosh (Wisconsin). Il remporte en 1994 le match décisif pour la victoire en NCAA Division III World Series.
Repêché le 1er juin 1995 par les Angels de la Californie au deuxième tour de sélection, il fait ses débuts en Ligue majeure le 2 juin 1998.
Washburn remporte la Série mondiale 2002 avec les Angels. Il termine quatrième du classement du Trophée Cy Young cette saison-là, mais ses performances lors de ces deux apparitions en World Series sont médiocres : 2 matches pour 2 défaites et une moyenne de points mérités de 9,31.
Devenu agent libre après la saison 2005, il s'engage chez les Mariners de Seattle le 22 décembre 2005.
Le 31 juillet 2009, Wahsburn passe des Mariners aux Tigers de Detroit en retour des lanceurs gauchers Luke French et Mauricio Robles.